# Izumi
Izumi (出水市, Izumi-shi) és una ciutat de la prefectura de Kagoshima, al Japó. El 2015 tenia una població estimada de 55.432 habitants.
Izumi està situada a l'extrem nord-oest de la prefectura de Kagoshima, fent frontera amb la prefectura de Kumamoto. El riu Komenotsu creua la ciutat i desemboca al mar de Yatsushiro. Izumi fou fundada l'1 d'abril de 1954. El 13 de març de 2006 els pobles de Noda i Takaono del districte d'Izumi foren annexades a Izumi.